# 舘哲朗
舘 哲朗（たち てつろう、1950年 - ）は、日本の精神科医、精神分析家。東海大学健康科学部社会福祉学科教授。富山県生まれ。

## 略歴
- 1950年 富山県に生まれる
- 1976年 奈良県立医科大学卒業
- 同年 奈良県立医科大学精神科教室入室
- 1977年 東海大学医学部精神科学教室に移る
- 1986〜1988年 メニンガー・クリニックおよびトピカ精神分析研究所に留学
- 1990年 日本精神分析協会準会員[1]
- 現職 東海大学社会福祉学科専任教授[2]

## 著訳書
- 日本人の深層分析2 父親の病理（分担執筆 有斐閣）
- 実地臨床に活かす精神療法（分担執筆 ライフ・サイエンス・センター）
- メラニー・クライン著作集4 （共訳、誠心書房）
- 子どもの治療相談1,2（ウィニコット著、共訳、岩崎学術出版社）
- 対象関係集団精神療法（共訳、岩崎学術出版社）